# Google Таблиці
Google Таблиці — додаток для роботи з електронними таблицями, що входить до складу безкоштовного вебпрограмного пакету програмного забезпечення, пропонованого компанією Google у межах служби Google Диск. Сервіс доступний онлайн, а також як мобільний додаток для Android, iOS, Windows, BlackBerry, а також як настільний додаток у Google ChromeOS. Інтерфейс додатка схожий з інтерфейсом Microsoft Excel, що входить до складу Microsoft Office та сумісний з форматами файлів Microsoft Excel. В режимі реального часу користувач має можливість самостійно працювати з таблицями (редагувати, форматувати тощо), а також надати спільний доступ іншим користувачам для спільної роботи. Правки відстежуються користувачем, а історія редагувань представляє зміни. Положення редактора виділяється певним для редактора кольором та курсором, а система дозволів регулює, що користувачі можуть робити. Оновленнями було представлено функції за допомогою машинного навчання, включаючи «Ознайомитись», пропонуючи відповіді на основі природних мовних питань у таблиці.

## Історія
Google Таблиці походить від XL2Web, вебдодатку для електронних таблиць, розробленого компанією 2Web Technologies, який був придбаний компанією Google у 2006 році та перетворений на Google Labs Spreadsheets. Він був запущений як тест для обмеженої кількості користувачів, що відбувся 6 червня 2006 року. Пізніше обмежений тест був замінений на бета-версію, доступну для всіх облікових записів Google. У березні 2010 року компанія Google придбала DocVerse, компанію для спільної роботи з документами в Інтернеті. DocVerse дозволяв співпрацювати декільком користувачам з одним документом, використовуючи мережу Інтернет. Покращення, засновані на DocVerse, були оголошені та розгорнуті у квітні 2010 року. У червні 2012 року компанія Google придбала Quickoffice, додаток для планшетів та смартфонів Apple та Android, який дозволяє переглядати, створювати та редагувати документи Microsoft Office, а також переглядати та коментувати файли PDF. У жовтні 2012 року електронні таблиці Google перейменовано на Google Таблиці, і було випущено додаток Chrome, який надав ярлики до Таблиць на новій сторінці вкладки Chrome.

## Платформи
Додаток Google Таблиці доступний у вигляді вебзастосунку, що підтримується у веббраузерах Google Chrome, Mozilla Firefox, Internet Explorer, Microsoft Edge та Apple Safari. Користувачі можуть отримати доступ до електронних таблиць перейшовши до Google Диска. У червні 2014 року Google розробив спеціальну домашню сторінку вебсайтів для таблиць, які містять лише файли, створені за допомогою таблиць. У 2014 році Google запустив спеціальний мобільний додаток для роботи з електронними таблицями, який працює з пристроями, які мають операційну систему Android та iOS. У 2015 році Google Таблиці отримали простіший та більш зрозумілий інтерфейс для користувача.

### Редагування

#### Історія співпраці та редагування
Таблиці Google служать інструментом для спільного редагування електронних таблиць в режимі реального часу. Документи можуть спільно використовуватися, відкриватися та редагуватися кількома користувачами одночасно, також користувачі можуть бачити зміни, які вносять інші користувачі, які працюють з таблицею. Зміни автоматично зберігаються на серверах Google, а історія редагувань автоматично зберігається, щоб попередні зміни могли бути переглянуті та повернуті до них. Функція чату на бічній панелі дозволяє співробітникам обговорювати зміни. Історія редагування дозволяє користувачам бачити доповнення, внесені до документа, причому кожен автор відрізняється кольором. Таблиці, створені в додатку Google Таблиці, можна завантажувати на комп'ютер користувача у різних форматах. Аркуші підтримують теги для архівних та організаційних цілей.

#### Дослідження
У Google Таблицях не так давно додали технології штучного інтелекту, функція має назву «Explore» («Дослідження»), яка дає змогу користувачам ставити питання. Наприклад, на питання «Скільки продано одиниць у Чорну п'ятницю?» функція Explore поверне відповідь, не вимагаючи від користувача знань про формули. У червні 2017 року Google розширив функцію Explore в Google Таблицях для автоматичного складання діаграм та візуалізації даних та знову розширив їх у грудні, щоб забезпечити машинне навчання, здатне автоматично створювати зведені таблиці. У жовтні 2016 року Google оголосив про додавання «Елементів дій» до «Таблиць». Якщо користувач призначить завдання в Листі, сервіс розумно призначить цю дію призначеному користувачеві. Google заявляє, що це полегшить візуалізацію інших співробітників, хто відповідає за завдання. Коли користувач відвідує або Листи, або будь-які файли, що містять призначені їм завдання, вони будуть виділені значком.

#### Офлайн редагування
Для перегляду та редагування електронних таблиць в режимі офлайн на комп'ютері користувачі повинні використовувати веббраузер Google Chrome. Розширення Google Docs Offline дозволяє користувачам включити автономну підтримку листів та інших програм, доступних на Google Диску. Операційні системи Android та iOS переважно підтримують редагування в режимі офлайн.

### Файли

#### Підтримувані формати файлів та обмеження
В Google Таблицях можна працювати з такими форматами файлів: xls (якщо новіший, ніж Microsoft Office 95), .xlsx, .xlsm, .xlt, .xltx, .xltm .ods, .csv, .tsv, .txt, .tab. Загальний розмір документа раніше був обмежений у 5 мільйонів комірок, наразі є можливість створити 10 мільйонів комірок.
В Google Таблицях можна додавати зображення розміром менш як 50 МБ у форматі PNG, JPEG або GIF, дотримуючись правил їх використання. Підтримка формату SVG не передбачена.

### G Suite
Додаток Google Таблиці і решта пакета Drive є безкоштовним для фізичних осіб, але також використовувати для бізнесу, зокрема організацій, що працюють в G Suite, сервісу Google, який додатково надає можливості бізнес-орієнтованої функціональності.

### Інші функції
Доступний простий інструмент пошуку та заміни. Послуга включає в себе інструмент веббуфера обміну, який дозволяє користувачам копіювати та вставляти сумісне з Google Таблицями в Документи, Презентації, Малюнки тощо. Веббуфер обміну також можна використовувати для копіювання та вставлення вмісту між різними комп'ютерами. Скопійовані елементи зберігаються на серверах Google до 30 днів. Google пропонує розширення для веббраузера Google Chrome під назвою «редагування файлів Office [Архівовано 21 листопада 2020 у Wayback Machine.]», що дозволяє користувачам переглядати та редагувати документи Microsoft Excel в Google Chrome через додаток Sheets (Таблиці). Розширення можна використовувати для відкриття файлів Excel, що зберігаються на комп'ютері за допомогою Chrome, а також для відкриття файлів, що зустрічаються в Інтернеті (у вигляді вкладень електронної пошти, результатів вебпошуку тощо) без необхідності їхнього завантаження. Розширення встановлено в ОС Chrome за замовчуванням. Станом на червень 2019 року це розширення більше не потрібно, оскільки функціонал існує в оригіналі.
Google Cloud Connect був плагіном для Microsoft Office 2003, 2007 та 2010 років, який міг автоматично зберігати та синхронізувати будь-який документ Excel в Google Sheets. Онлайн-копія автоматично оновлювалася кожного разу, коли документ Microsoft Excel зберігався. Документи Microsoft Excel можна редагувати в автономному режимі та синхронізувати пізніше, коли вони в Інтернеті. Google Cloud Connect підтримував попередні версії документів Microsoft Excel і дозволяв багатьом користувачам співпрацювати, працюючи над тим самим документом одночасно. Однак Google Cloud Connect було припинено з 30 квітня 2013 року, оскільки, за даними Google, Google Drive виконує всі вищезазначені завдання, «з кращими результатами».
У той час як Microsoft Excel підтримує помилку «1900 Leap year» (проблема високосного року), Таблиця Google виправляє цю помилку, збільшуючи всі дати до 1 березня 1900 року. Тому, коли користувач вводить «0» та форматує його як дату, повертається 30 грудня 1899 року. З іншого боку, Excel трактує «0» як 31 грудня 1899 року, який відформатований для читання 0 січня 1900 року.